# Wolfram Kurschat
Wolfram Kurschat (ur. 17 maja 1975 w Werne) – niemiecki kolarz górski.

## Kariera
Wolfram Kurschat startuje w cross-country i maratonie. Trzykrotnie stawał na podium zawodów cross-country w ramach Pucharu Świata w kolarstwie górskim, jednak nie odniósł zwycięstwa. Najlepsze wyniki osiągnął w sezonie 2009, który ukończył na szóstej pozycji w klasyfikacji generalnej. Był ponadto szósty na mistrzostwach Europy w Limosano w 2006 roku oraz piąty na mistrzostwach świata w Canberze w 2009 roku. Był także szósty na rozgrywanych w tym samym roku mistrzostwach świata w maratonie MTB w Stattegg. W 2008 roku Kurschat wystartował w cross-country podczas igrzysk olimpijskich w Pekinie, kończąc rywalizację na 33. pozycji.